# Jogos Peninsulares do Sudeste Asiático de 1975
Os Jogos Peninsulares do Sudeste Asiático de 1975, como conhecidos até esta ocasião, foram a oitava edição do evento multiesportivo, realizado na cidade de Banguecoque, na Tailândia, entre os dias 9 e 16 de dezembro. 

## Países participantes
Quatro países participaram do evento:
- Myanmar
- Tailândia
- Malásia
- Singapura

## Modalidades
Foram disputadas dezoito modalidades nesta edição dos Jogos:
| - Atletismo - Badminton - Basquete - Boliche - Boxe - Ciclismo - Esportes aquáticos - Futebol - Hóquei sobre grama | - Judô - Levantamento de peso - Rugby - Sepaktakraw - Tênis - Tênis de mesa - Tiro - Vela - Vôlei |

## Quadro de medalhas
País sede destacado.
| Ordem | País      | Medalha de ouro | Medalha de prata | Medalha de bronze |     |
| ----- | --------- | --------------- | ---------------- | ----------------- | --- |
| 1     | Tailândia | 80              | 42               | 49                | 171 |
| 2     | Singapura | 38              | 33               | 31                | 102 |
| 3     | Myanmar   | 28              | 35               | 33                | 96  |
| 4     | Malásia   | 27              | 49               | 51                | 127 |
| TOTAL | TOTAL     | 173             | 159              | 164               | 496 |